# Phoenix Film Critics Society Awards 2001
2° PFCS Awards

29 gennaio 2002

Miglior film:

 Il Signore degli Anelli
La Compagnia dell'Anello 
I premi del 2° Phoenix Film Critics Society Awards in onore del miglior cinema del 2001, sono stati annunciati il 29 gennaio 2002.

## Premi e nomination

### Miglior film
Il Signore degli Anelli - La Compagnia dell'Anello
- Il favoloso mondo di Amélie
- A Beautiful Mind
- L'uomo che non c'era
- Memento

### Miglior regista
Peter Jackson - Il Signore degli Anelli - La Compagnia dell'Anello
- Ron Howard - A Beautiful Mind
- Baz Luhrmann - Moulin Rouge!
- David Lynch - Mulholland Dr.
- Christopher Nolan - Memento

### Miglior attore
Russell Crowe - A Beautiful Mind
- Gene Hackman - I Tenenbaum
- John Cameron Mitchell - Hedwig - La diva con qualcosa in più
- Guy Pearce - Memento
- Billy Bob Thornton - L'uomo che non c'era

### Miglior attrice
Halle Berry - Monster's Ball - L'ombra della vita
- Judi Dench - Iris - Un amore vero
- Nicole Kidman - The Others
- Tilda Swinton - I segreti del lago
- Audrey Tautou - Il favoloso mondo di Amélie

### Miglior attore non protagonista
Ben Kingsley - Sexy Beast - L'ultimo colpo della bestia
- Jim Broadbent - Iris - Un amore vero
- Steve Buscemi - Ghost World
- Jude Law - A.I. - Intelligenza artificiale
- Billy Bob Thornton - Bandits

### Miglior attrice non protagonista
Jennifer Connelly - A Beautiful Mind
- Cameron Diaz - Vanilla Sky
- Miriam Shor - Hedwig - La diva con qualcosa in più
- Maggie Smith - Gosford Park
- Marisa Tomei - In the Bedroom

### Miglior cast
Il Signore degli Anelli - La Compagnia dell'Anello
- Black Hawk Down - Black Hawk abbattuto
- Gosford Park
- Ocean's Eleven - Fate il vostro gioco
- I Tenenbaum

### Migliore sceneggiatura originale
Memento - Christopher Nolan
- L'uomo che non c'era - Joel ed Ethan Coen
- Monster's Ball - L'ombra della vita - Milo Addica e Will Rokos
- The Others - Alejandro Amenábar
- I Tenenbaum - Wes Anderson e Owen Wilson

### Migliore adattamento della sceneggiatura
Il Signore degli Anelli - La Compagnia dell'Anello - Fran Walsh, Philippa Boyens e Peter Jackson
- A Beautiful Mind - Akiva Goldsman
- Ghost World - Daniel Clowes e Terry Zwigoff
- Cuori in Atlantide - William Goldman
- Hedwig - La diva con qualcosa in più - John Cameron Mitchell

### Miglior film di animazione
Monsters & Co.

Shrek
- Waking Life

### Miglior film in lingua straniera
Il favoloso mondo di Amélie, Francia / Germania
- Pane e tulipani, Italia
- Il patto dei lupi, Francia
- No Man's Land, Bosnia-Herzegovina / Slovenia / Italia / Francia / Belgio / Regno Unito
- Harry, un amico vero, Francia

### Miglior fotografia
Il Signore degli Anelli - La Compagnia dell'Anello - Andrew Lesnie
- Il favoloso mondo di Amélie - Bruno Delbonnel
- Black Hawk Down - Black Hawk abbattuto - Sławomir Idziak
- L'uomo che non c'era - Roger Deakins
- Moulin Rouge! - Donald McAlpine

### Migliore scenografia
Il Signore degli Anelli - La Compagnia dell'Anello
- A.I. - Intelligenza artificiale
- Harry Potter e la pietra filosofale
- L'uomo che non c'era
- Moulin Rouge!

### Migliori costumi
Il Signore degli Anelli - La Compagnia dell'Anello
- Gosford Park
- Harry Potter e la pietra filosofale
- Moulin Rouge!
- Planet of the Apes - Il pianeta delle scimmie

### Miglior trucco
Planet of the Apes - Il pianeta delle scimmie
- A.I. - Intelligenza artificiale
- Hedwig - La diva con qualcosa in più
- Il Signore degli Anelli - La Compagnia dell'Anello
- Moulin Rouge!

### Miglior montaggio
Memento - Dody Dorn
- Alì - William Goldenberg, Lynzee Klingman, Stephen E. Rivkin e Stuart Waks
- Black Hawk Down - Black Hawk abbattuto - Pietro Scalia
- Il Signore degli Anelli - La Compagnia dell'Anello - John Gilbert
- Moulin Rouge! - Jill Bilcock

### Migliori effetti speciali
Il Signore degli Anelli - La Compagnia dell'Anello
- A.I. - Intelligenza artificiale
- Harry Potter e la pietra filosofale
- Moulin Rouge!
- Pearl Harbor

### Migliori musiche originali
Il Signore degli Anelli - La Compagnia dell'Anello - "May It Be"
- Josie and the Pussycats - "3 Small Words"
- Monsters & Co. - "If I Didn't Have You"
- Moulin Rouge! - "Come What May"
- Vanilla Sky - "Vanilla Sky"

### Migliore colonna sonora
Il Signore degli Anelli - La Compagnia dell'Anello - Howard Shore
- Il favoloso mondo di Amélie - Yann Tiersen
- A Beautiful Mind - James Horner
- Harry Potter e la pietra filosofale - John Williams
- Moulin Rouge! - Craig Armstrong

### Migliori scelte musicali
Hedwig - La diva con qualcosa in più
- Mi chiamo Sam
- Moulin Rouge!
- Ocean's Eleven - Fate il vostro gioco
- I Tenenbaum

### Miglior film per la famiglia
Harry Potter e la pietra filosofale
- Monsters & Co.
- Pretty Princess
- Shrek
- Spy Kids

### Miglior giovane attore debuttante
Dakota Fanning - Mi chiamo Sam
- Kelly Endrész Bánlaki - In fuga per la libertà
- Haley Joel Osment - A.I. - Intelligenza artificiale
- Emma Watson - Harry Potter e la pietra filosofale
- Anton Yelchin - Cuori in Atlantide

### Miglior attore debuttante
Christopher Nolan - Memento
- Kelly Endrész Bánlaki - In fuga per la libertà
- John Cameron Mitchell - Hedwig - La diva con qualcosa in più
- Daniel Radcliffe - Harry Potter e la pietra filosofale
- Audrey Tautou - Il favoloso mondo di Amélie